# Arteria facialis
Arteria facialis er en arterie på ansigtet som udspringer fra arteria carotis externa lige efter arteria lingualis. Sammen med sine grene forsyner den superficielle del af ansigtet.

## Struktur
Arteria facialis udspringer tæt efter arteria lingualis, fra arteria carotis externa inde i trigonum caroticum. Herfra slynger den sig opad og medialt, men dykker hurtigt nedad omkring ramus mandibulae for at forløbe kort inde i eller langs med den nedre pol af glandula submandibularis. Den løber så langs med undersiden af underkæben indtil omkring den anteriore afgrænsing af musculus masseter, hvor den får et pludseligt lodret forløb opad mod øjet.
Allerede ved dens udspring fra carotis externa har arteria facialis på halsen sin første afgrening, arteria palatina ascendens. Ved dens bratte vending lodretad mod øjet, fortsætter en lille afgrening langs den originale kurs langs underkæben: arteria submentalis. Facialis afgiver også to grene på vej opad mod øjet, en til hver læbe: arteria labialis inferior til underlæben og arteria labialis superior til overlæben. Til sidst ender facialis' forløb omkring bunden af næsen, hvor den overgår til arteria angularis og det komplekse anastomose netværk omkring øjnene.

## Klinisk betydning
Pulseren af arteria facialis kan palperes langs den bagerste del af underkæbens underside og kan dermed bruges til pulsmåling.